# Kilcooly Abbey
Kilcooly Abbey (irisch Cill Chúile; Arvus Campus) ist eine ehemalige Zisterzienserabtei im County Tipperary in der heutigen Republik Irland. Es liegt in der Pfarrei Kilcooly inmitten einer flachen Ebene.

## Geschichte
Das Kloster wurde 1182 von Donal Mór O’Brien, dem König von Thormond, gestiftet und 1184 dem Kloster Jerpoint unterstellt. Es gehörte damit der Filiation der Primarabtei Clairvaux an. 1228 setzte Stephan von Lexington als Visitator den Abt ab. 1418 wurde das Kloster durch einen Brand beschädigt und bei kriegerischen Auseinandersetzungen 1448 fast völlig zerstört. Gegen 1500 wurde über dem südlichen Querhaus der Kirche ein Turm errichtet. Das Kloster zählte bei seiner Auflösung im Jahr 1540 nurmehr zwei Mönche. Nach der Auflösung erhielt James Butler, der Earl von Ormond, das Klostergut. Die Mönche sollen 1640 für kurze Zeit zurückgekehrt sein. Gegen Ende des 18. Jahrhunderts errichtete Sir William Barke ein Haus mit Seitenflügeln im Osten des Klosters, das 1840 durch Brand zerstört wurde. Darauf wurde in den Ruinen der Abtei ein Sommerhaus errichtet, das noch in der ersten Hälfte des 20. Jahrhunderts genutzt wurde.

## Bauten und Anlage

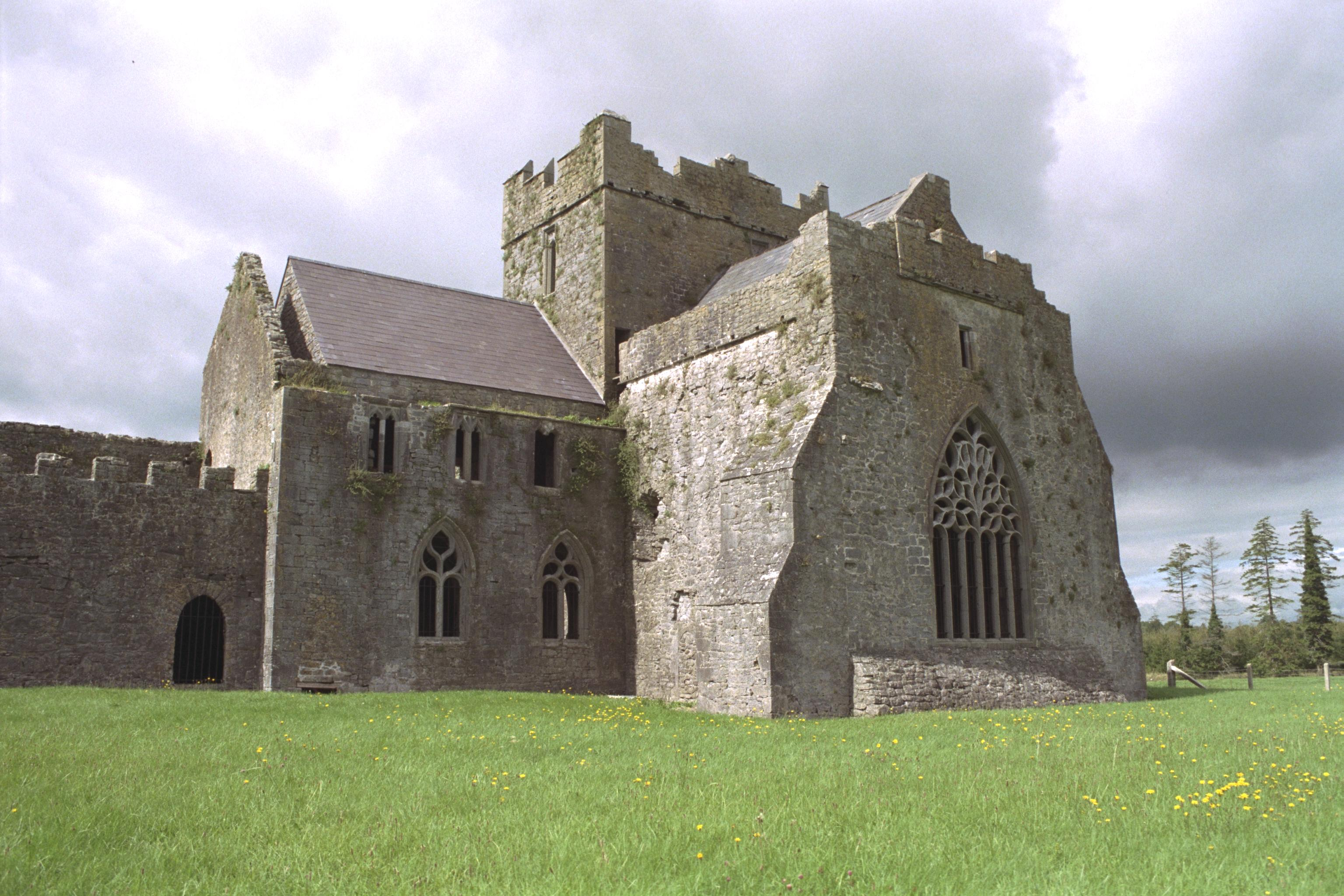
Chor und südliches Querhaus (Aufnahme 1997)

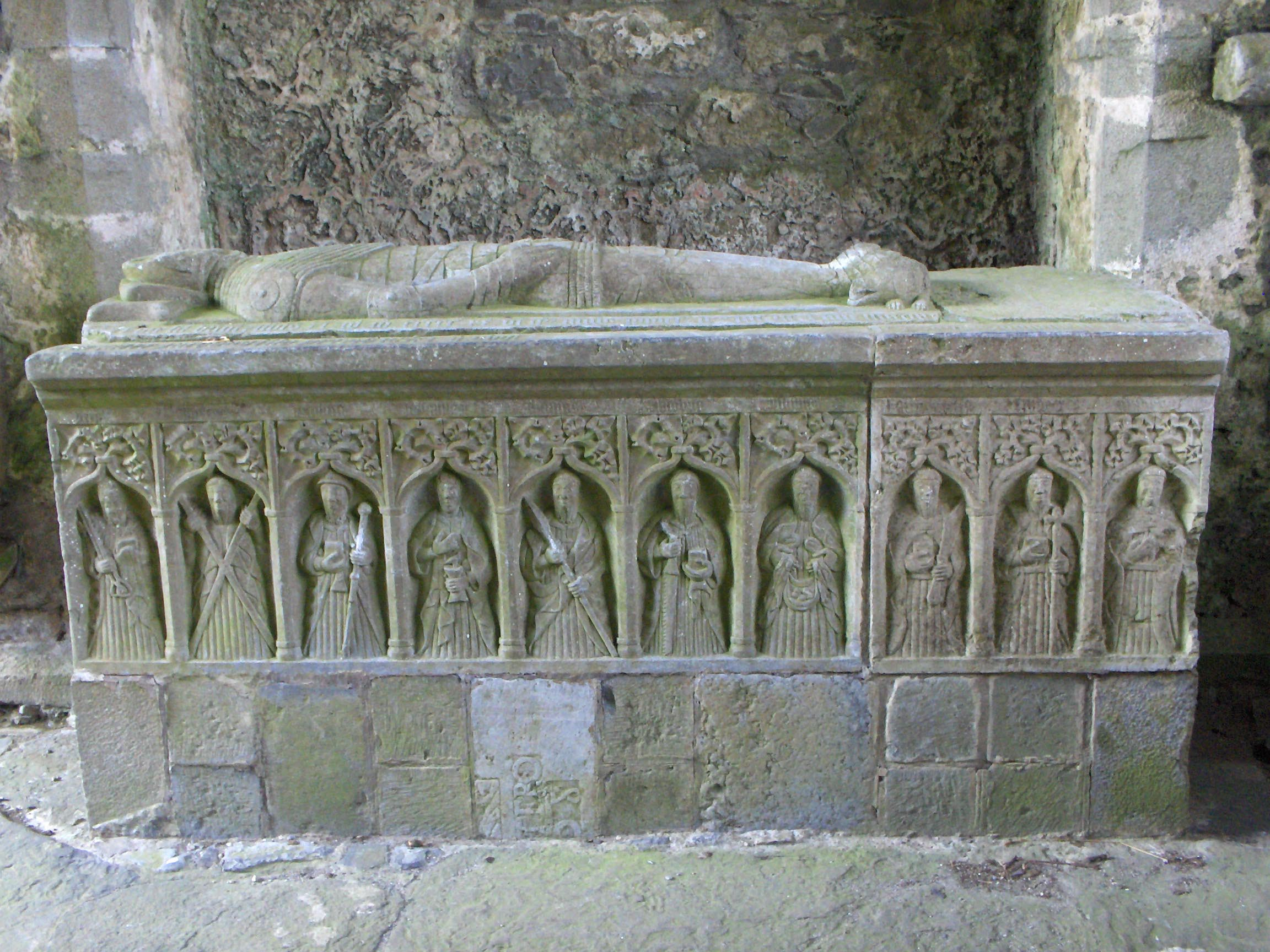
Rittergrab mit Apostelfiguren

Die im 15. Jahrhundert erneuerte Kirche ist großenteils erhalten, insbesondere das Presbyterium, die Bögen des Vierungsturms, das Querhaus, dessen Nordflügel noch gewölbt ist, zwei Sedilien und die Sakristei. Das Langhaus hat sein Dach verloren. Die Klausurgebäude sind nach 1540 stark verändert worden. Die protestantische Kirche im Nordosten nimmt den Platz der früheren Torkapelle ein. Erhalten sind auch mehrere Grabdenkmäler und figürlicher Schmuck sowie das Taubenhaus. Die bemerkenswerten Plastiken stammen wie in Jerpoint Abbey teilweise von Rory O'Tunney, so das Grabmal des Pierce fitzOge Butler aus dem Jahr 1526 mit dessen gepanzerter Liegefigur und zehn seitlich angeordneten Apostelfiguren.